# Angelo Schiavio
Angelo Schiavio (Bolonia, 15 de octubre de 1905-Bolonia, 17 de abril de 1990) fue un futbolista italiano. Schiavio jugó durante toda su carrera en el club de su ciudad natal, Bologna FC y también participó en la selección de fútbol de Italia, incluyendo la Copa Mundial de Fútbol de 1934 ganada por dicho país.
Con una altura de 1,78 m y un peso de 69 kg, Schiavio fue considerado un fuerte delantero que normalmente utilizaba su fuerza física para anotar goles.

## Biografía
Schiavio debutó por el equipo principal del Bologna FC en la temporada 1922-1923, jugando seis partidos y anotando igual cantidad de goles. En ese tiempo, la liga italiana de fútbol estaba dividida en diversos grupos regionales. Schiavio continuó participando en las temporadas siguiente, ganando el primer campeonato de su equipo en 1925, donde él marcó 16 goles en 27 encuentros. El Bologna ganó su segundo campeonato en la temporada 1928-1929 (la última en el formato grupal) y donde Schiavio tuvo su mejor campaña: 30 goles en 26 partidos.
En 1929 debutó el formato de la Serie A. Schiavio jugó su primer encuentro en la Serie A en el partido de visita ante la SS Lazio, el 6 de octubre de ese año, perdiendo por 3:0. Su primer gol lo anotaría el 13 de noviembre en el empate de local por 2:2 ante el Triestina. En la temporada 1931-1932, Angelo Schiavio anotaría 25 goles, convirtiéndose en el máximo anotador y recibiendo el título de capocannonieri. El Bologna FC ganaría dos scudetti en 1936 y 1937, pero ya Schiavio entraría en la fase final de su carrera: en esta última temporada apareció en sólo dos partidos. Su retiro se concretaría en la temporada de 1938-1939, cuando participó en 6 encuentros, sin anotar goles.
En total, Schiavio participó en 16 temporadas con el Bologna FC, anotando 244 goles siendo el máximo anotador de la historia de ese equipo hasta la fecha. De estos goles, 109 los realizó en la máxima liga del fútbol italiano.

### Participación en la selección nacional
Schiavio debutó en la selección de fútbol de Italia cuando tenía sólo 20 años, el 4 de noviembre de 1925. En dicha oportunidad, anotó los dos goles de la victoria por 2:1 ante Yugoslavia, en Padova. Posteriormente, participó en los Juegos Olímpicos de Ámsterdam 1928, donde anotó 4 goles en 4 partidos, ganando la medalla de bronce.
Sin embargo, su mejor participación sería en la Copa Mundial de Fútbol de 1934 organizada por su país. Acompañado de jugadores como Luis Monti y Giuseppe Meazza, Schiavio anotó 4 goles contando una tripleta en el partido de inauguración contra los Estados Unidos. 

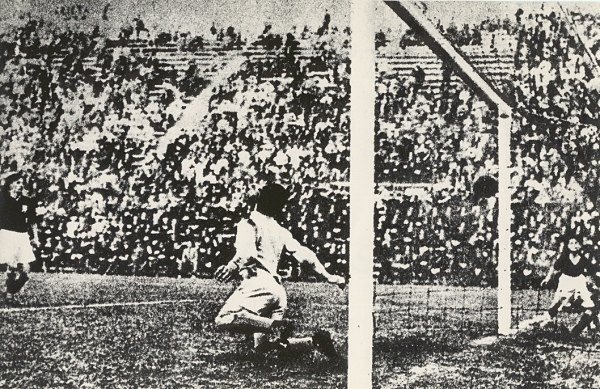
El gol de Schiavio en la portería de František Plánička.

La cuarta anotación se produciría en el partido final ante Checoslovaquia. Los visitantes habían marcado el primer tanto y posteriormente un gol de Raimundo Orsi igualó el marcador. En los cinco minutos de la prórroga, un pase de Enrique Guaita sería alcanzado por Schiavio, quien anotaría el último gol del encuentro que le daría a Italia el primer título mundial de su historia.
Tras dicho partido, Schiavio no participó por la selección italiana, con la que jugó en 21 partidos y anotó 15 goles.
También se le atribuye el gol 100 de los mundiales, pero es algo totalmente erróneo, pues su compañero Giovanni Ferrari hizo el gol 100 en el minuto 63 en el partido contra USA en el los octavos de final en el mundial de Italia de 1934, cabe destacar que el gol de Schiavo fue un minuto después por lo cual anota el gol 101 de los mundiales

## Participaciones en Copas del Mundo
| Mundial                        | Sede   | Resultado |
| ------------------------------ | ------ | --------- |
| Copa Mundial de Fútbol de 1934 | Italia | Campeón   |

## Clubes
| Club       | País   | Año       |
| ---------- | ------ | --------- |
| Bologna FC | Italia | 1922-1938 |

## Palmarés

### Campeonatos nacionales
| Título              | Club       | País   | Año       |
| ------------------- | ---------- | ------ | --------- |
| Prima Divisione     | Bologna FC | Italia | 1924-1925 |
| Liga del Norte      | Bologna FC | Italia | 1924-1925 |
| Divisione Nazionale | Bologna FC | Italia | 1928-1929 |
| Copa Mitropa        | Bologna FC | Italia | 1932      |
| Serie A             | Bologna FC | Italia | 1935-1936 |
| Serie A             | Bologna FC | Italia | 1936-1937 |

### Copas internacionales
| Título                 | Equipo (*) | País         | Año       |
| ---------------------- | ---------- | ------------ | --------- |
| Copa Internacional     | Italia     | Sin sede     | 1927-1930 |
| Juegos Olímpicos       | Italia     | Países Bajos | 1928      |
| Copa Mundial de Fútbol | Italia     | Italia       | 1934      |
| Copa Internacional     | Italia     | Sin sede     | 1933-1935 |

(*) Incluyendo la selección

### Distinciones individuales
| Distinción                   | Año  |
| ---------------------------- | ---- |
| Capocannoniere de la Serie A | 1932 |